# 金属半導体接合
金属-半導体接合(英：Metal–semiconductor junction)とは、金属と半導体が緊密に接触する接合の一種を示す固体物理学の用語である。この接合は最も古い実用的な半導体デバイスで用いられている。金属-半導体接合は、整流作用があるものと無いものに分類される。整流作用がある金属-半導体接合はショットキー障壁を形成しており、ショットキーダイオードで用いられる。整流作用が無い金属-半導体接合はオーミックコンタクトと呼ばれる。（整流作用がある半導体-半導体接合はpn接合として知られる。）
オーミックコンタクトは電荷がトランジスタと外部回路との間を容易に移動できるため、通常はオーミックコンタクトが好ましい。しかしショットキーダイオード、ショットキートランジスタ、金属-半導体電界効果トランジスタ（MESFET）などはショットキー障壁が用いられている。

## ショットキー障壁高さ

ゼロバイアス（熱平衡状態）での金属-半導体接合のバンドダイアグラム。n型半導体におけるショットキー障壁高さΦ_{B}は、界面での伝導帯端E_{C}とフェルミ準位E_{F}との差で定義される

金属-半導体接合がオーミックコンタクトとショットキー障壁のどちらを形成するかは、接合のショットキー障壁高さΦBに依存する。ショットキー障壁高さΦBが熱エネルギー kTよりも十分に大きい場合、半導体は金属との界面で空乏層を形成しており、ショットキー障壁としてふるまう。ショットキー障壁高さが小さい場合、半導体に空乏層は形成しておらず、オーミックコンタクトを形成する。
ショットキー障壁高さの定義は、n型半導体とp型半導体とで異なる。n型では伝導帯端とフェルミ準位の差、p型では価電子端とフェルミ準位の差である。
接合の近くでの半導体のバンドのアラインメントは一般的に半導体のドーピングレベルに依存しない。よってn型とp型のショットキー障壁高さについて、理想的な場合は次の関係が成り立つ。
{\displaystyle \Phi _{\rm {B}}^{(n)}+\Phi _{\rm {B}}^{(p)}=E_{\rm {g}}}
ここでEgは半導体のバンドギャップである。
実際のショットキー障壁高さは界面内で一定ではない。

## ショットキー＝モット則とフェルミレベルピニング
ショットキー障壁についてのショットキー＝モット則は、半導体の真空電子親和力（またはイオン化エネルギー）と金属の真空仕事関数の差としてショットキー障壁高さを考える。
{\displaystyle \Phi _{\rm {B}}^{(n)}\approx \Phi _{\rm {metal}}-\chi _{\rm {semi}}}
このモデルは真空中の2つの物質を接合する思考実験から導出され、半導体-半導体接合でのアンダーソンの法則の考えと同様のものである。
多くの半導体で程度の差はあるがショットキー＝モット則が成り立つ。
ショットキー＝モット則では半導体のバンドベンディングの存在を予言するが、ショットキー障壁の高さが正しくないことが実験的にわかっている。フェルミレベルピニングと呼ばれる現象は、バンドギャップ中の状態密度が存在する点をフェルミ準位に固定(ピニング)される。
フェルミ準位のピニングにより、ショットキー障壁高さは金属の仕事関数とほとんど無関係になる。
{\displaystyle \Phi _{\rm {B}}\approx {\frac {1}{2}}E_{\rm {bandgap}}}
ここでEbandgapは半導体でのバンドギャップのサイズである。
1947年にジョン・バーディーンは、バンドギャップ内のエネルギーを持ち電荷をもつことができる状態が半導体界面に存在すれば、フェルミ準位のピニング現象は自然に生じると考えた。
この状態は、金属との化学結合により誘起される（金属誘起ギャップ状態）か、真空中の表面ですでに存在していた（表面状態）かのどちらかである。
この高密度な表面状態は金属から与えられた多量の電荷を吸収するため、半導体は金属の詳細な性質の影響を受けない。
その結果半導体のバンドは、金属からの影響を受けずに、（高密度なために）フェルミ準位にピニングされた表面状態に対する位置へと曲がりを調整する。
フェルミ準位ピニング効果は多くの商業的に重要な半導体 (Si, Ge, GaAs)で強く、半導体デバイスの設計を難しくする。
例えば、ほとんどすべての金属はn型ゲルマニウムに対して大きなショットキー障壁を作り、p型ゲルマニウムにはオーミックコンタクトを作る。
これは、価電子端が金属のフェルミ準位に強くピニングされているためである。
これを解決するには、バンドのピニングを取るために中間絶縁層（ゲルマニウムの場合、窒化ゲルマニウムが用いられる)を加える等のプロセスが必要である。

## 歴史
金属-半導体接合の整流特性は、1874年にフェルディナント・ブラウンが銅と硫化鉄半導体に接触した水銀を用いて発見した。
ジャガディッシュ・チャンドラ・ボースは1901年に金属-半導体ダイオードの米国特許を申請して、1904年に特許として認められた。
グリーンリーフ・ホイッティア・ピカードは1906年にシリコンを用いた点接触整流器の特許を取得した。
1907年にジョージ・ワシントン・ピアースは、学術雑誌フィジカル・レビューに、ダイオードの整流特性は多くの半導体上に多くの金属をスパッタリングすることによって作られることを示した論文を発表した。 
金属-半導体ダイオード整流器の使用は、1926年にユリウス・エドガー・リリエンフェルトのトランジスタについての3つの特許のうちの最初の特許で金属-半導体電界効果トランジスタのゲートとして提案された。
1939年、ウィリアム・ショックレーによって、金属/半導体ゲートを用いた電界効果トランジスタの正確な理論が提唱された。
エレクトロニクス応用での最初の金属-半導体ダイオードは、受信機に鉱石検波器が用いられた1900年頃に現れた。 
鋭いタングステンワイヤーから構成され、先端を方鉛鉱（硫化鉛）結晶の表面に押し付けられる。
最初の大面積整流器は1926年頃に現れた。これは、銅基板上の熱的に成長した酸化銅(I)半導体から構成され、金属基板上にセレン膜を蒸着し、整流ダイオードを作る。
このセレン整流器は、電力応用において交流電流を直流電流に変換するために用いられた。
1925年から1940年までの間、極超短波領域のマイクロ波を検出するために、シリコン結晶に接触した鋭いタングステンワイヤーからなるダイオードが作製された。
1942年にフレデリック・ザイツによって提案された、第二次世界大戦における点接触整流器作製のための結晶ベースの高純度シリコンの製造計画は、デュポンの実験所にて成功した。
金属-半導体接合の整流性の正確な原理を予言する最初の理論は、1939年にネヴィル・モットによって提唱された。
この理論は半導体表面空間電荷層を通る多数キャリアの拡散電流とドリフト電流の両方の解を見つけたものであり、モット障壁として知られている。
ヴァルター・ショットキーとSpenkeは、半導体表面層で密度が空間的に一定であるドナーイオンを含めることで、 モットの理論を発展させた。
この理論ではモットが仮定した一定の電場が線形に減衰する電場に修正されている。
金属下に形成される半導体空間電荷層はショットキー障壁として知られる。
同様の理論は1939年にDavydovも提案した。
これは整流の正しい方向を与えたが、モット理論とショットキー-Davydov理論は、シリコン金属/半導体ダイオード整流器において間違った電流制御メカニズムと、間違った電流-電圧の公式を与えることも証明した。
正しい理論はハンス・ベーテにより提唱され、1942年11月23日にマサチューセッツ工科大学のRadiation Laboratory Reportで報告された。
ベーテの理論での電流は、金属-ハンド半導体ポテンシャル障壁での熱電子放出により制限されることを説明している。
ショットキー理論は現代の金属-半導体ダイオードの特性を正確に説明できないため、金属-半導体ダイオードの適切な名前は、ショットキーダイオードではなくベーテダイオードであるべきという主張もある。
フェルディナント・ブラウンが行った実験のように、金属-半導体接合がショットキーダイオードの作製において、ショットキー障壁を作るためにシリコンなどの半導体上に水銀の滴を置くことで形成する場合、エレクトロウェッティングが観測され、電圧が増加すると滴は広がる。
ドーピングのタイプと半導体の密度に依存して、滴の広がりは水銀滴に与えられた電圧の大きさと負号に依存する。 この効果はショットキー・エレクトロウェッティングと呼ばれ、エレクトロウェッティングと半導体効果の理論を結び付けるものである。